# Hydropsyche masula
Hydropsyche masula là một loài Trichoptera trong họ Hydropsychidae. Chúng phân bố ở miền Cổ bắc.